# On My Mind (Cody Simpson)
On My Mind è un singolo di Cody Simpson pubblicato nel 2011. 
Il videoclip è stato pubblicato il 23 aprile 2011. Invece la copertina è stata presentata il 16 aprile 2011

## Tracce
Download digitale
1. On My Mind – 3:11